# Máslojedy
Máslojedy (německy Maslojed) jsou obec v okrese Hradec Králové v Královéhradeckém kraji. Žije v nich 219 obyvatel.

## Historie
První písemná zmínka o obci pochází z roku 1241.

## Obyvatelstvo
| Rok            | 1869 | 1880 | 1890 | 1900 | 1910 | 1921 | 1930 | 1950 | 1961 | 1970 | 1980 | 1991 | 2001 | 2011 | 2021 |
| -------------- | ---- | ---- | ---- | ---- | ---- | ---- | ---- | ---- | ---- | ---- | ---- | ---- | ---- | ---- | ---- |
| Počet obyvatel | 426  | 405  | 345  | 308  | 316  | 307  | 347  | 230  | 223  | 199  | 179  | 122  | 149  | 209  | 205  |
| Počet domů     | 57   | 59   | 56   | 56   | 61   | 55   | 64   | 60   | 53   | 50   | 49   | 52   | 69   | 74   | 76   |

## Obecní správa
Mezi lety 1869–1971 Máslojedy byly obcí v okrese Dvůr Králové nad Labem (v letech 1869–1880 Dvůr Králové) (1869–1930), poté v okrese Jaroměř (1950) a později v okrese Hradec Králové. Od 26. listopadu 1971 do 31. prosince 1988 patřily jako část obce k Čistěvsi, kdy se konaly obecní volby. Od 1. ledna 1989 do 31. prosince 1991 patřily jako část obce k Všestarům a od 1. ledna 1992 jsou opět samostatnou obcí.

### Obecní symboly
Znak a vlajka byly obci uděleny rozhodnutím předsedkyně Poslanecké sněmovny Parlamentu České republiky dne 18. května 2012.

## Pamětihodnosti
- Sloup se sochou Panny Marie na vojenském hřbitově
- Pomníky z bitvy roku 1866 na katastru obce, zejména v lese Svíb
- Venkovská usedlost čp. 48

## Osobnosti
- Václav Volf (1893–1942), československý legionář, brigádní generál (divizní generál in memoriam) československé armády, příslušník protinacistického odboje, který byl popraven nacisty

## Galerie

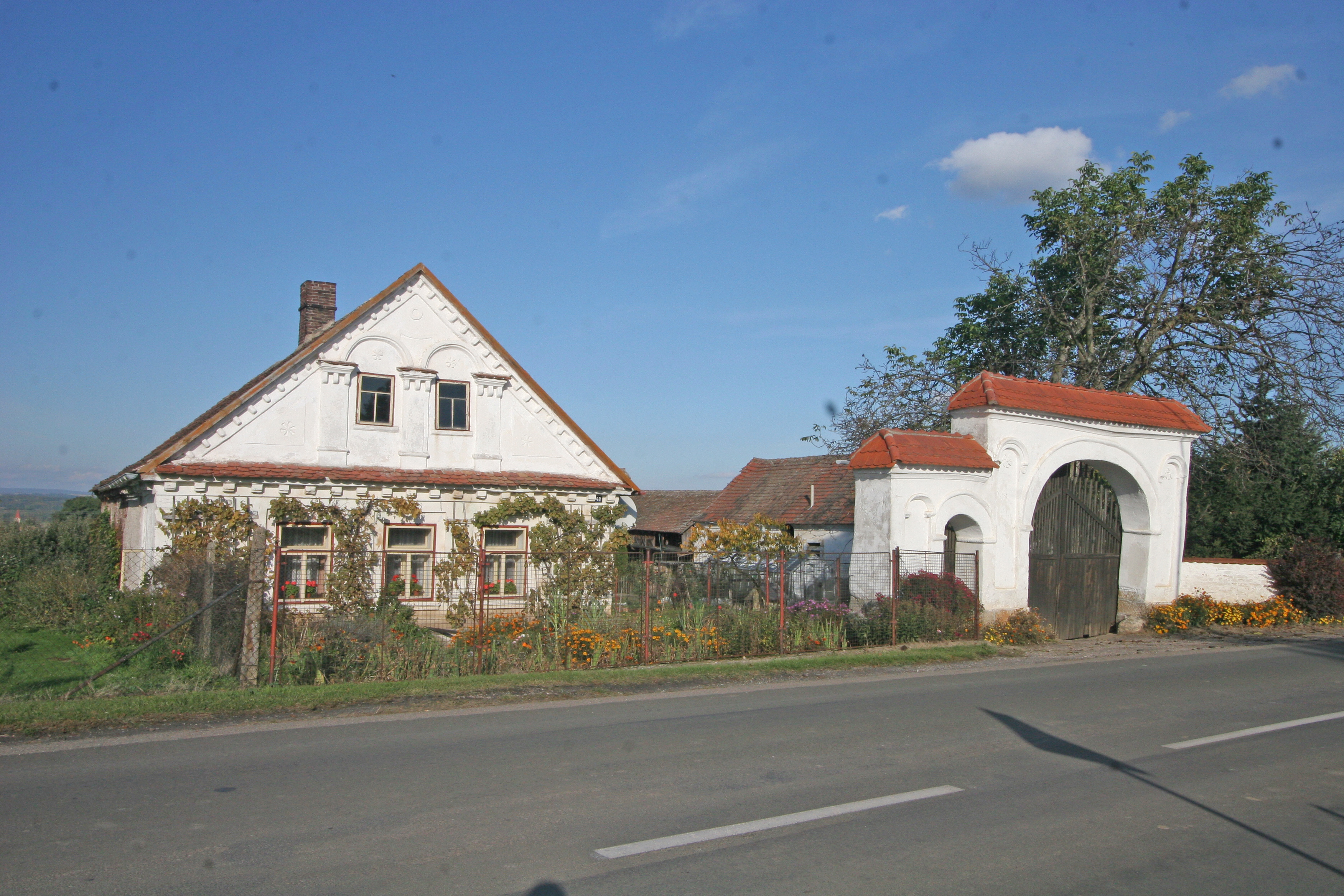
Stavení čp. 48
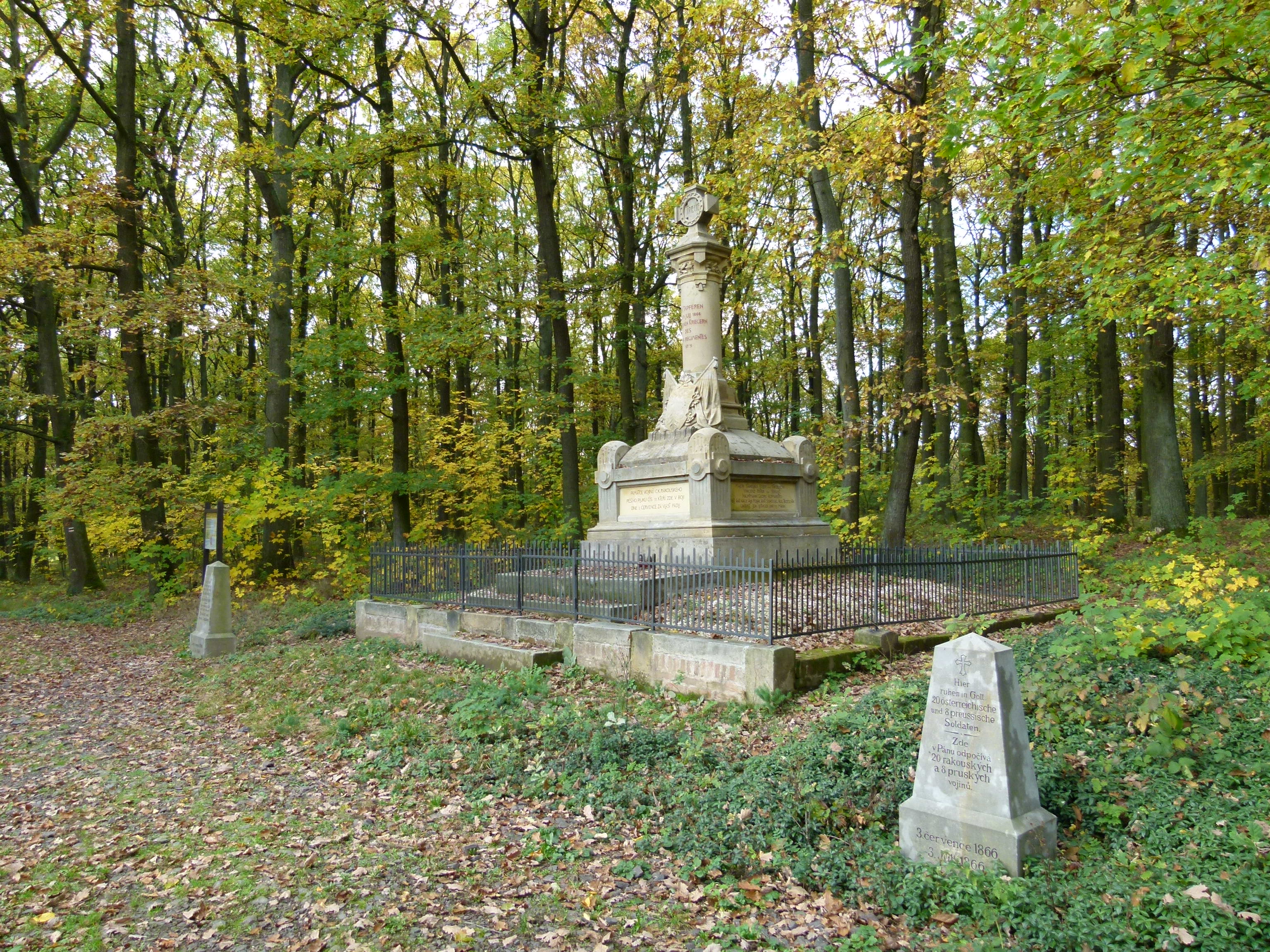
Pomník rakouského 51. pěšího pluku v lese Svíb
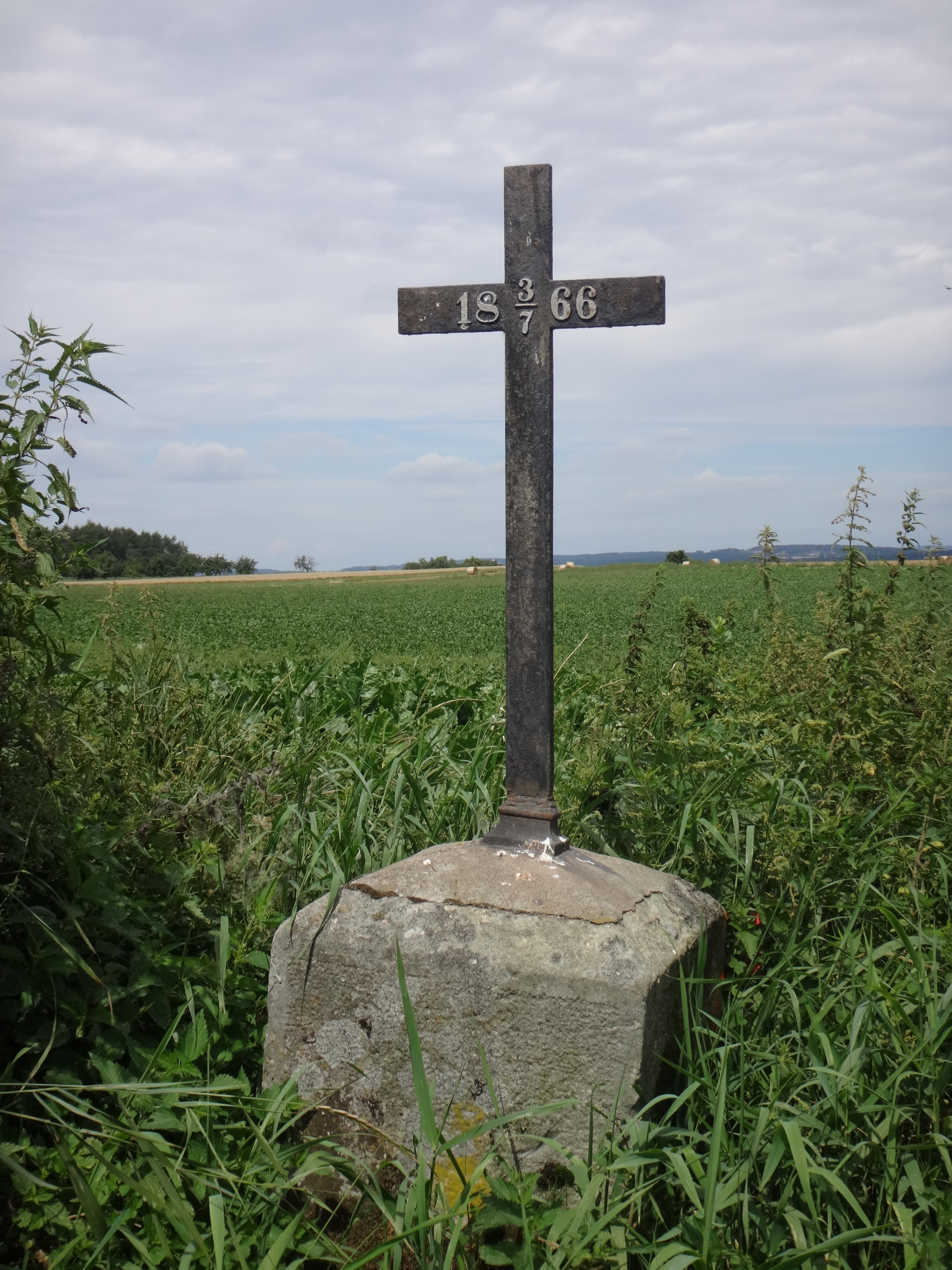
Křížek na hromadném hrobě padlých vojáků v bitvě u Hradce Králové
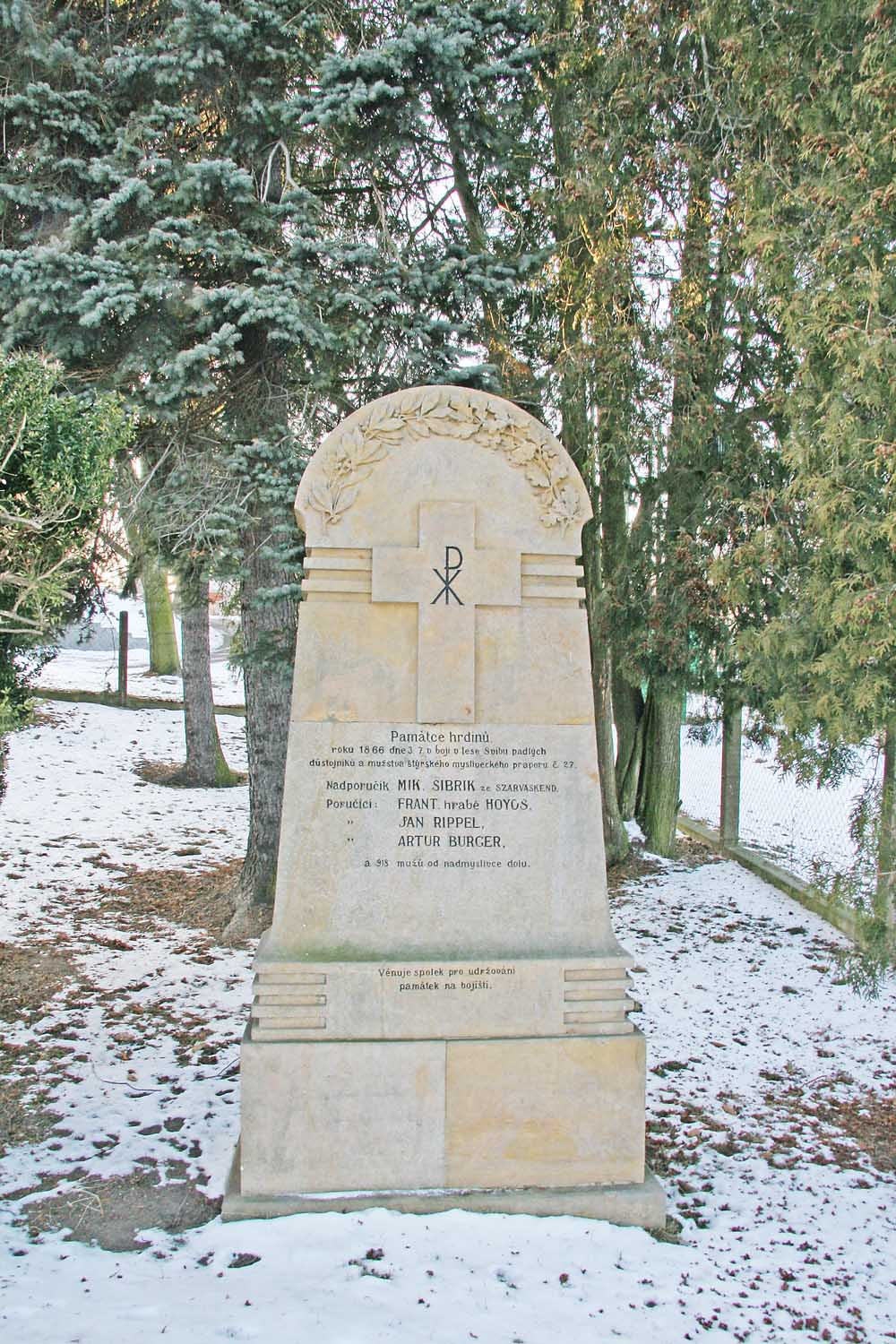
Pomník rakouského 27. praporu polních myslivců